# Theodor Kissel
Theodor K. Kissel (* 25. Januar 1962 in Dahn) ist ein deutscher Althistoriker.
Theodor Kissel machte 1981 am Otfried-von-Weißenburg-Gymnasium Dahn das Abitur. Ab 1984 studierte er die Fächer Alte Geschichte, Ägyptologie, Mittlere und Neue Geschichte an der Universität Mainz. Seine Promotion erfolgte 1994 im Fach Alter Geschichte über das Thema Untersuchungen zur Logistik des römischen Heeres in den Provinzen des griechischen Ostens (27 v. Chr.–235 n. Chr.) Anschließend war Kissel in den Jahren von 1995 bis 1996 wissenschaftlicher Mitarbeiter im Planungsbüro des Internationalen Arbeitskreises Nordostafrika-Studien. Im Zeitraum von 1997 bis 2005 war Kissel Wissenschaftlicher Mitarbeiter an der Universität Mainz. Seit 2004 ist Kissel als freier Autor tätig. Kissel arbeitet seit 2005 als Wissenschaftlicher Mitarbeiter im rheinland-pfälzischen Landtag.
Seine Forschungsschwerpunkte sind die römische Wirtschafts- und Sozialgeschichte, die römische Infrastruktur (Straßen, Brücken, Meilensteine), die historische Geographie und die Rezeptionsgeschichte. Als Wissenschaftsjournalist schreibt er auch Beiträge und Rezensionen für Spektrum.de zu anderen historischen Epochen.

## Schriften
- Kaiser zwischen Genie und Wahn. Caligula – Nero – Elagabal. Artemis & Winkler, Düsseldorf 2006, ISBN 3-538-07233-7.
- Das Forum Romanum. Leben im Herzen Roms. Artemis & Winkler, Düsseldorf 2004, ISBN 3-7608-2307-6.
- Untersuchungen zur Logistik des römischen Heeres in den Provinzen des griechischen Ostens (27 v. Chr.–235 n. Chr.) (= Pharos. Bd. 6). Scripta-Mercaturae-Verlag, St. Katharinen 1995, ISBN 3-89590-019-2.